# 586. Volksgrenadier-Division
Die 586. Volksgrenadier-Division, später Infanterie-Division Katzbach, war ein Großkampfverband der deutschen Wehrmacht im Zweiten Weltkrieg.

## Geschichte
Die 586. Volksgrenadier-Division wurde Anfang September 1944 in der 32. Aufstellungswelle in Westpreußen für den Wehrkreis XX aufgestellt. 
Ab dem 28. September wurde die Division auch als Infanterie-Division Katzbach, einer sogenannten Schatten-Division, bezeichnet. Der Name der Division bezieht sich wahrscheinlich auf den Ort, welcher während der Befreiungskriege durch die Schlacht an der Katzbach in Schlesien berühmt wurde. Der Divisionsname bezieht sich, wie der der Infanterie-Division Niedergörsdorf, Infanterie-Division Dennewitz, Infanterie-Division Groß-Görschen und der Infanterie-Division Möckern auf Orte der Befreiungskriege.
Noch in der Aufstellungsphase befindlich, wurde die Division am 27. Oktober 1944 in die noch nicht aufgestellte 79. Volks-Grenadier-Division umbenannt.

## Gliederung
- Grenadier-Regiment Katzbach 1
- Grenadier-Regiment Katzbach 2
- Grenadier-Regiment Katzbach 3
- Artillerie-Regiment „Katzbach“
- Panzerjäger-Abteilung „Katzbach“
- Pionier-Bataillon „Katzbach“